# Dworek (Neder-Silezië)
Dworek (Duits: Höfel) is een dorp in het Poolse woiwodschap Neder-Silezië.

## Bestuurlijke indeling
Vanaf 1975 tot aan de grote bestuurlijke herindeling van Polen in 1998 viel het dorp bestuurlijk onder woiwodschap Jelenia Góra, vanaf 1998 valt het onder woiwodschap Neder-Silezië, in het district Lwówecki. Het maakt deel uit van de gemeente Lwówek Śląski en ligt op 6 km ten oosten van Lwówek Śląski,  en 97 km ten westen van de provinciehoofdstad (woiwodschap) Wrocław

## Demografie
Tijdens de Dertigjarige Oorlog werd Dworek volledig verwoest, met als gevolg dat er in 1642 nog slechts 2 permanente bewoners waren, In 1933 telde Dworek 154 inwoners, en zes jaar later, in 1939,  157 inwoners.  Volgens de laatste volkstelling in 2011 heeft Dworek 100 inwoners.

## Natuurmonument
Ten oosten van het dorp staat een oude Zomereik (Quercus Robur) met een omtrek van 440 cm.

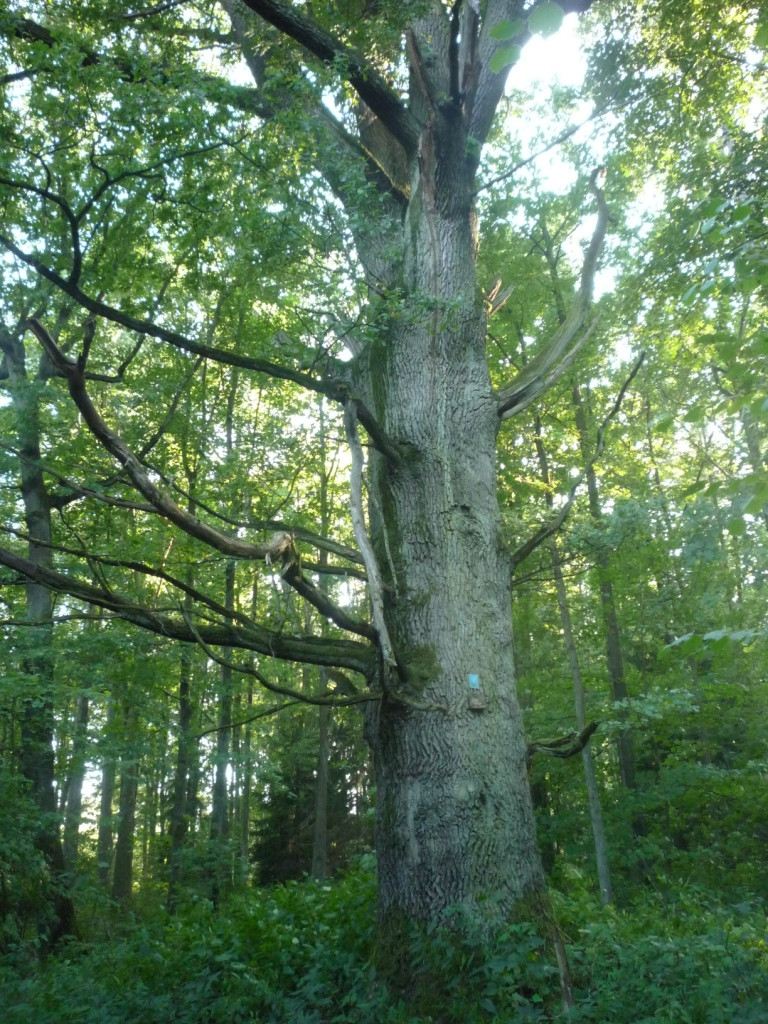